# Grégoire Delacourt
Grégoire Delacourt es un escritor y publicitario francés nacido el 26 de julio de 1960 en Valenciennes.

## Biografía
En su juventud, estuvo interno en el colegio  jesuita La Providence de Amiens. Tras conseguir el diploma de Baccalauréat en Lille, inició estudios de derecho en  Grenoble, que pronto abandonó.

### Publicitario
Se hizo publicitario en 1982 pero abandonó la empresa donde trabajaba para fundar en 2004, con su mujer Dana Philp, su propia agencia de publicidad, Quelle Belle Journée, con la que firmó contratos con marcas como Sephora, Appel, GO Sport, Caudalie, Folio (Gallimard), Taittinger, Crozatier, Directours, Unilever...

### Escritor
Publicó su primera novela autobiográfica a los 50 años, L’Écrivain de la famille (El escritor de la familia), de la que se vendieron más de 120.000 ejemplares. Narra la historia de un chico que a los siete años escribe un poema malísimo, pero que le gusta mucho a su familia. A partir de aquí, recurren a él cuando hay que hacer algún pequeño texto. Escrito en primera persona, el narrador acaba escribiendo las miserias cotidianas de la familia. Recibió numerosas distinciones: premio Marcel Pagnol, premio Rive Gauche, premio Cœur de Franc.
En 2012 publicó La Liste de mes envies (La lista de mis deseos), rápidamente convertida en superventas, con más de un millón de ejemplares vendidos. Narra la historia de Joséphine Guerbette, una mujer casada de Arrás que regenta una mercería y un blog de bastante éxito. Un día descubre que ha ganado el bote de Euromillones, pero no sabe si recoger el premio por miedo a que su vida cambie. Esta novela fue adaptada al teatro por Mikaël Chirinian, dirigida por Anne Bouvier, de enero a mayo de 2013 en el  Ciné 13 Théâtre. Y también fue adaptada al cine, dirigida por Didier Le Pêcheur, con Mathilde Seigner, Marc Lavoine y Patrick Chesnais como intérpretes principales. La película salió en 2014, con más de 440 000 entradas vendidas.
En abril de 2013 publicó La Première chose qu'on regarde (La primera cosa que se mira). Scarlett Johansson demandó al autor por atentado a la vida privada, pero solo obtuvo 2500 euros de daños e intereses El libro vendió más de 150 000 ejemplares.
En agosto de 2014 publicó On ne voyait que le bonheur (Solo se veía la felicidad), que obtuvo la distinción de Mejor novela de 2014 por los periodistas de Le Parisien. Narra la vida de Antoine, encargado de detectar los fraudes para una compañía de seguros. Abandonado por su madre, tuvo una infancia difícil. Ahora que es padre, le gustaría que sus hijos fueran felices.
En abril de 2015 publicó Les Quatre saisons de l'été  (Las cuatro estaciones del verano), que narra los amores de cuatro parejas de 15, 35, 55 y 75 años, durante el mismo verano en Le Touquet-Paris-Plage.
Su sexta novela, Danser au bord de l'abîme (Bailar al borde del abismo) aparece el 2 de enero de 2017, que tiene por protagonista a Emma, de 40 años, casada felizmente y con cuatro hijos. Su vida cambia cuando, en una cervecería, su mirada se cruza con la de un hombre.
Su séptima novela, La Femme qui ne vieillissait pas (La mujer que no envejecía) aparece el 28 de febrero de 2018.